# Emili Revert i Martínez
Emili Revert i Martínez, el Xiquet de Llanera (Llanera de Ranes, 22 de gener de 1910), fou un pilotaire valencià favorit en les apostes de començaments del segle xx. Va debutar als tretze anys.
D'ells es recorden diverses anècdotes:
- La seua primera partida de Llargues amb diners pel mig fou als 13 anys. La va perdre perquè va haver de jugar amb la mà esquerra per una ferida en la dreta, però a la setmana següent se'n va rescabalar en poder jugar ja amb la mà dreta contra els mateixos jugadors, i va guanyar.
- Amb 16 anys, a Moixent, s'erigí en protagonista d'una partida de Llargues que l'acarava a ell amb altres 3 jugadors aficionats contra 4 pilotaires professionals (Viela i Peris d'Ondara, Xato de Pedreguer i Verruga del Palomar). La partida s'allargà durant dues hores, ja que es comptava a pujar i baixar, amb victòria dels aficionats capitanejats pel Xiquet de Llanera.
- Poc temps després se n'anà a Atzeneta d'Albaida i coincidí a veure una partida de Galotxa, un comentari seu provocà que el reptaren a jugar ell a soles contra els tres millors del poble. I guanyà.
- El 1930, a Benissa, es va jugar un desafiament entre pilotaires alacantins: Carnisser de Benissa, Joaquín de Vilallonga, Rondanet i Palleter, i valencians: Carnisser de Vilamarxant, Gualo de Rafelbunyol, Patilla d'Alaquàs i Mestret de Massalfassar, amb victòria d'aquests darrers. Com a al·licient per a la revenja, els valencians concediren que els alacantins canviaren un dels seus jugadors, i l'escollit fou el Xiquet de Llanera. La nova partida va produir una expectació enorme i les apostes eren espectaculars, no debades la partida va durar dos dies comptant a pujar i baixar. Quedant-se el rest per a ell tot sol, l'equip alacantí va guanyar la partida, i ell 100 duros.[2]